# Allantodia cordifolia
Allantodia cordifolia là một loài thực vật có mạch trong họ Woodsiaceae. Loài này được (Lag.) Desv. miêu tả khoa học đầu tiên năm 1827.